# Antioco Casula
Antioco Giuseppe Casula, meglio noto come Montanaru (Desulo, 14 novembre 1878 – Desulo, 3 marzo 1957), è stato uno dei più importanti poeti in lingua sarda logudorese.

## Biografia
Figlio di un piccolo commerciante, studiò sino ai 16 anni a Cagliari ed al collegio di Lanusei, poi lasciò la scuola e, dopo una breve esperienza nella Guerra di Abissinia, si arruolò come sottufficiale nei carabinieri due anni dopo, curiosamente lo stesso anno in cui Peppino Mereu, altro poeta della Barbagia con il quale in seguito avrebbe dato vita ad un dualismo creativo, si congedava dalla stessa Arma. Anche Casula fu destinato in Sardegna e ne girò diversi paesi, a partire da Tula.
Scoperto da Ranieri Ugo, e da questi incoraggiato, cominciò intanto a scrivere per la Piccola Rivista, un periodico letterario di Cagliari fondato e diretto dall'Ugo stesso, e nel 1904 pubblicò la sua prima raccolta: Boghes de Barbagia (Voci di Barbagia), che uscì con illustrazioni di Andrea Valli. La prefazione la scrisse Ugo stesso, e vi raccontò l'arrivo dei primi versi: «E così, da Tula, un tale che si firmava "un carabiniere" mensilmente donava alla Piccola Rivista certe tenui poesie dialettali che mentre avean tutta la bellezza agreste ed affascinante della natura paesana, davano pure luccichii di sensi e passioni vibranti di modernità [...] era proprio un "carabiniere" che tra un rapporto di contravvenzione, un fortunato arresto od una ronda nojosa e sterile, trovava il tempo di leggere, studiare e discutere di teorie e postulati moderni, di arte e letteratura». La pubblicazione della raccolta e i pur sporadici contatti con gli altri collaboratori della rivista, gli fecero conoscere altri artisti dell'epoca, anche di altre discipline, ed a Nuoro conobbe Sebastiano Satta, Giuseppe Dessì e Francesco Ciusa Romagna.
Nel 1905 si congedò perché, narrò egli stesso, «Mi mancava il tempo di leggere e solo la mente era vigile durante le notti insonni trascorse assai spesso al lume delle stelle o sotto la bufera»; tornò a Desulo, dove aveva ottenuto un impiego presso l'ufficio postale. Riprese privatamente gli studi, e qualche tempo dopo ottenne da privatista la licenza magistrale. Ebbe un incarico di insegnamento a Desulo, dove però continuava anche il servizio presso l'ufficio postale. Sposatosi nel 1909, ebbe cinque figli. Il maggiore, Antonangelo, morì a 5 anni nel 1914, l'anno dopo morì anche la madre, che si spense per un tumore. Casula si risposò nel 1916 ed ebbe altri due figli. Per uno di questi, Antonello, compose Ninna nanna de Anton'Istene, una delle sue poesie più note.
Conobbe epistolarmente Grazia Deledda, nel 1920, che non aveva mai incrociato nemmeno quando entrambi scrivevano nello stesso periodo su La Piccola Rivista. Le inviò in dono un componimento in cui le dedicava una riscrittura della metafora del fabbro artefice delle scintille che, dal settecentesco Cantoni Buttu in avanti, era un tema assai ricorrente e dunque una "prova di abilità" nella poesia delle Barbagie a ridosso del Gennargentu; le inviò inoltre un quadro che ritraeva la processione dell'Assunta sul Monte Ortobene e che la scrittrice nuorese appese nello studio della sua casa romana, invitando Casula a passare ad ammirarlo di persona. La lettera di ringraziamento della Deledda, conservata nell'epistolario dell'odierna casa-museo di Casula a Desulo, gli regalò in cambio intime riflessioni sul di lei scrivere che sono restate di una certa importanza nell'analisi deleddiana.
Nel 1922 diede alle stampe Cantigos d'Ennargentu (Cantici di Gennargentu), che fu illustrato con opere appositamente realizzate da Filippo Figari. La raccolta ebbe un inatteso successo e richiamò interesse anche dal Continente; fu tradotta in inglese, francese, tedesco e italiano. Nell'isola fu la definitiva affermazione, «Con voci fraterne, quasi umili, con la lingua delle donne e dei padri antichi, il poeta parla al cuore e all'intelletto di tutti i Sardi» ne disse il Falchi.
Nel 1925 Casula fu scelto per rappresentare la Sardegna al Congresso nazionale dei dialetti d'Italia di Milano. Ma nel 1928, appena lanciata la campagna fascista di repressione dell'uso di lingue non italiane, condotta in Sardegna con un certo rigore, Casula fu arrestato con l'accusa di favoreggiamento di alcuni latitanti. Fu riconosciuto in seguito innocente, scarcerato, ma tenuto sotto osservazione e minacciato di confino. Poco tempo dopo subì la morte di altri due figli, entrambi intorno ai 20 anni di età.
Nel 1933 pubblicò Sos cantos de sa solitudine (I canti della solitudine), che riscosse un certo successo. Nacque ben presto una pesante polemica con Gino Anchisi, giornalista di credo fascista il quale, dopo aver sostenuto che Casula, bravo com'era, dovesse scrivere in italiano anziché in sardo, richiese il rispetto della legge nazionale che imponeva l'uso esclusivo della lingua italiana; l'Anchisi, chiosando con «Morta o moribonda la regione, morto o moribondo il dialetto [sic]», ottenne la censura dai giornali isolani tanto del sardo quanto di Casula, lasciando peraltro apparire che il poeta non avesse risposto. Casula aveva invece risposto, sostenendo che il risveglio culturale della Sardegna sarebbe potuto solo dal recupero della madrelingua; nei Sardi, osservò Casula, la "lingua dei padri" dopo tante traversie sarebbe un giorno assurta a lingua nazionale, giacché non si sarebbe mai spento nella loro coscienza «il convincimento che ci vuole appartenere a una etnia auctotona». La replica del poeta non trovò mai pubblicazione nell'Unione Sarda, la cui redazione infatti la sottopose a censura seguendo le direttive del regime. Il giornale provvedette poi a giustificarsi nel seguente modo, in una lettera personale indirizzata a Casula il 12 settembre:
Questo ed altri fatti non impedirono però che il poeta divenisse in seguito Podestà di Desulo.
Dopo la guerra aderì al partito Sardo d'Azione, trovandosi più incline verso le posizioni dell'ala indipendentista del partito. Conobbe Ada Negri e Giuseppe Ungaretti, con il quale legò per avere anch'egli perso un figlio giovanissimo; con Ungaretti presidente, Casula fu nel 1948 nella giuria di un premio letterario che si concluse con la vittoria della sua poesia S'Olia. Conobbe anche il giovane Pier Paolo Pasolini, che studiava in quel periodo la poesia nelle lingue romanze. Conobbe Max Leopold Wagner, il quale si interessava del già importante poeta, ma per ciò che lo studioso desiderava conoscere della poetica sarda, lo indirizzò al poeta nuorese Franceschino Satta, conosciuto quando questi era stato maestro a Desulo.
Nel 1950 pubblicò la raccolta Sa Lanti, che però non ebbe successo. Nel 1953 fu colpito da una paralisi e per un po' continuò a comunicare in versi con altri poeti, per i quali era, quasi gergalmente,  s'abile , che in sardo vuol anche dire "l'aquila"; ma nel 1955 ebbe un aggravamento e lo si dovette riportare a Desulo, dove avrebbe passato il resto dei suoi giorni su una poltrona. Solo e di comprensibile umore, disse di sé: «Ora posso dire che vivo di memorie, di ricordi di amici morti o lontani, in gran solitudine. Triste sono ma orgoglioso della mia vita percorsa fra dure difficoltà». Morì due anni dopo, all'alba.
Dopo la morte, il genero Giovannino Porcu fece pubblicare le ultime due raccolte, Sas ultimas canzones e Cantigos de amargura.

## Montanaru
bell'immagine bida e non toccada,
unu vanu disizu, una mirada,
unu ragiu 'e sole a sa fentana, ...»
bell'immagine vista e non toccata,
un vano desiderio, uno sguardo
un raggio di sole alla finestra»
(Montanaru, da 'It'est sa Poesia?')
La poesia di Montanaru, al di là della rinomanza acquisita oltremare, fu largamente popolare nell'isola. Insieme con quella di Peppino Mereu, quasi coetaneo ma morto assai più giovane, si affacciarono entrambe a immediata notorietà al principio del Novecento, il secolo che portava nell'isola le innovazioni e che faceva conoscere fuori dall'isola la nuova leva artistica sarda.
La polemica con l'Anchisi nel periodo fascista portò il poeta a esplicitare le sue convinzioni circa la preferibilità dell'uso de sa limba in luogo dell'italiano, come elemento strutturalmente essenziale del salvataggio della cultura sarda. Fra le annotazioni lasciate a margine della raccolta postuma Sas ultimas canzones, scrisse che la lingua sarda «ha la forza, la duttilità e la lucentezza del metallo e percià balza viva come fresca polla dal cuore del popolo a cantare i dolori e le gioie, la forza e la speranza».
Molte delle tematiche espresse da Montanaru furono in tempi successivi riprese da Michelangelo Pira, il quale, a proposito di coloro che criticavano una certa "impurità" del sardo usato dal poeta, a lor dire eccessivamente infiltrato da acquisti dell'italiano, scrisse: «Essi non sapevano o non sanno quello che Montanaru aveva capito d'istinto: che nel nostro secolo il sardo, venuto a contatto con la lingua italiana, è venuto modificandosi nelle sue strutture lessicali, sintattiche, morfologiche, fonetiche e semantiche». Ed inoltre disse: «Egli tentò in definitiva l'integrazione possibile con la lingua italiana all'interno della lingua sarda, facendo brillare in ogni vocabolo di questa quel che "nell'esausta lingua italiana aveva perduto ogni sapore". [...] Con Montanaru il sardo fu ancora una volta lingua, mentre già nelle poesie nuoresi del Satta aveva un sapore dialettale».
A fronte della corposissima biblioteca personale oggi aperta al pubblico nelle sale del Museo Montanaru di Desulo, il grado di istruzione del poeta fu oggetto di interpretazioni divergenti: se per Raffa Garzia, che ne parlò agli esordi, doveva aver «letto molto, moltissimo, [e] sentito il bello di ciò che ha letto», Pasolini ne presunse invece una «incultura almeno iniziale».

## Opere
- Boghes de Barbagia, Cagliari, Dessì, 1904
- Cantigos d'Ennargentu, Cagliari, Ledda, 1922
- Sos cantos de sa solitudine, Cagliari, A.G.I.S., 1933
- Sa lantia, Nuoro, Velox, 1950
- Sas ultimas canzones, pubblicata postuma a cura di Giovannino Porcu (genero del poeta)
- Cantigos de amargura, pubblicata postuma a cura di Giovannino Porcu

### Antologie
- Poesias, a cura di F.Masala, Edizioni della Zattera, 1960.
- Poesia dialettale del Novecento, a cura di Mario Dell'Arco e Pier Paolo Pasolini, Guanda, Milano, 1952
- Il meglio della grande poesia in lingua sarda, a cura di Manlio Brigaglia e Michelangelo Pira, Edizioni Della Torre, Cagliari, 1977
- Montanaru. Poesie scelte, a cura di Giovannino Porcu, 3T, Cagliari, 1982
- Boghes de Barbagia. Cantigos d'Ennargentu, a cura di Giovanni Pirodda, traduzioni di Duilio Caocci, Ilisso Edizioni, Nuoro, 1997